# Gare de Denain
Ne doit pas être confondu avec Gare de Denain-Mines.
La gare de Denain, anciennement gare de Denain-Nord, est une gare ferroviaire française de la ligne de Lourches à Valenciennes, située sur le territoire de la commune de Denain, dans le département du Nord, en région Hauts-de-France.
Elle est mise en service en 1888 par la Compagnie des chemins de fer du Nord.
C'est une halte de la Société nationale des chemins de fer français (SNCF), desservie par des trains TER Hauts-de-France.

## Situation ferroviaire

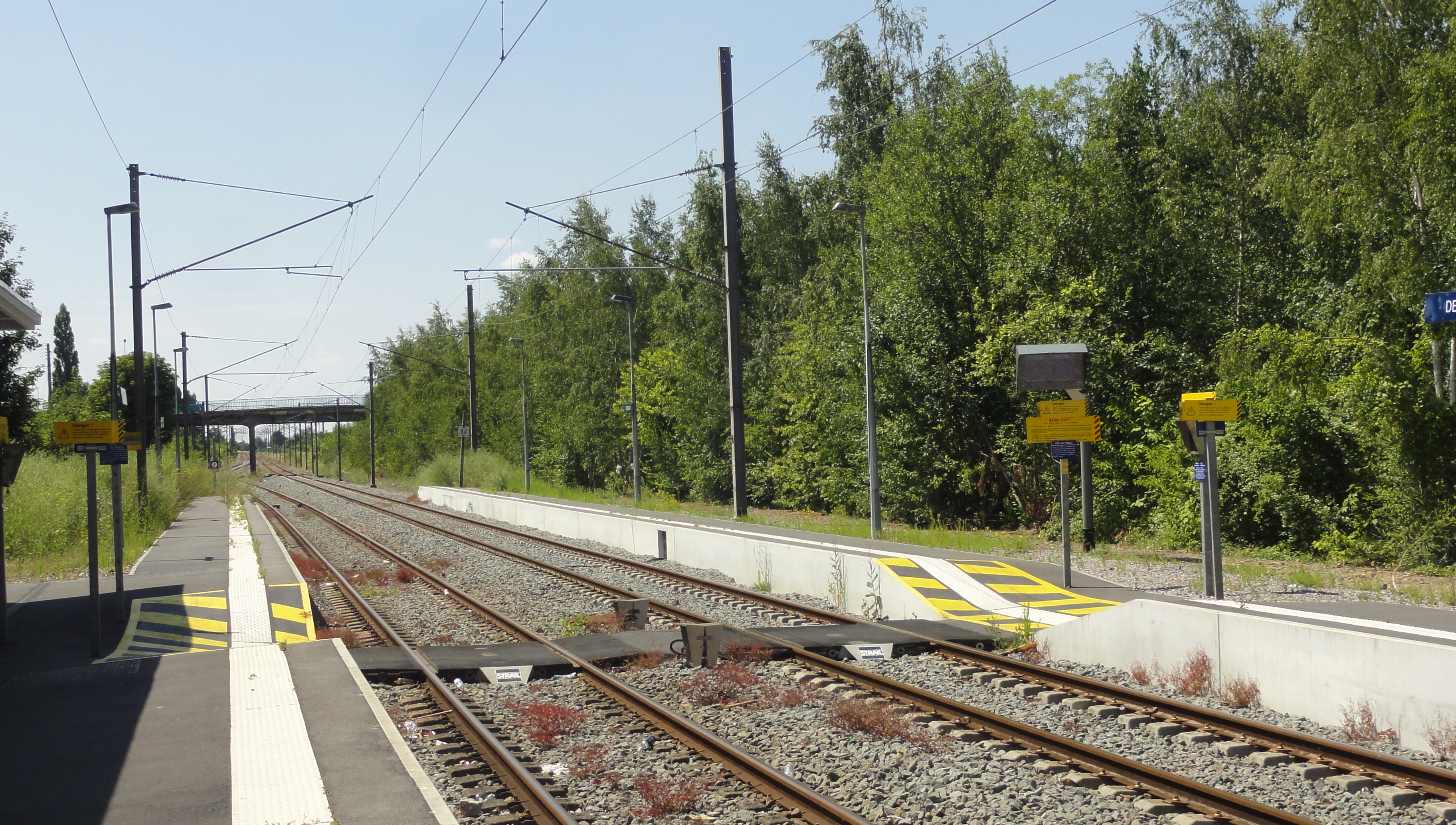
Les voies et les quais.

Établie à 37 mètres d'altitude, la gare de Denain est située au point kilométrique (PK) 228,389 de la ligne de Lourches à Valenciennes, entre les gares ouvertes de Lourches et de Prouvy - Thiant. C'était une gare de bifurcation, origine de la ligne de Denain à Saint-Amand-les-Eaux (fermée).

## Histoire
La gare de Denain-Nord est mise en service en 1888, par la Compagnie des chemins de fer du Nord, lorsqu'elle ouvre à l'exploitation la section de Prouvy - Thiant à Lourches de la ligne de Lourches à Valenciennes.
Le bâtiment voyageurs d'origine, daté de 1886, était édifié dans un style très élaboré, avec deux ailes mansardées encadrant un corps central de deux étages avec un toit à fortes pentes. Il a depuis disparu au profit du bâtiment actuel.
À l'occasion des émeutes de juin 2023, le bâtiment voyageurs est dégradé par une vingtaine de jeunes ; il est conséquemment fermé. Une permanence commerciale était depuis lors assurée à la mairie de la ville, mais elle a cessé le 1er octobre 2024.

## Service des voyageurs

### Accueil
Halte de la SNCF, elle est équipée d'un automate pour l'achat de titres de transport.

### Desserte
Denain est desservie par des trains régionaux du réseau TER Hauts-de-France, qui effectuent des missions entre Cambrai et Valenciennes.

### Intermodalité
La gare desservie par les lignes 106, 111 et Villars Express du réseau de bus Transvilles. Elle est également desservie par la ligne 811 du réseau interurbain Arc-en-Ciel 3.
Par ailleurs, un parking est aménagé à ses abords.